# براودهدزویل (پنسیلوانیا)
براودهدزویل (به انگلیسی: Brodheadsville) یک منطقهٔ مسکونی در ایالات متحده آمریکا است که در پنسیلوانیا واقع شده‌است. براودهدزویل ۱٬۸۰۰ نفر جمعیت دارد.